# Natação artística no Campeonato Mundial de Esportes Aquáticos de 2024 - Rotina técnica solo feminina

A prova da rotina técnica solo feminina da natação artística no Campeonato Mundial de Esportes Aquáticos de 2024 foi realizada nos dias 2 e 3 de fevereiro de 2024 em Doha, no Catar.

## Cronograma
Todos os horários estão na hora local (UTC+3).
| Data           | Hora  | Evento       |
| -------------- | ----- | ------------ |
| 2 de fevereiro | 09:30 | Eliminatória |
| 3 de fevereiro | 14:00 | Final        |

## Formato da competição
A competição consiste em duas rodadas: preliminar e final. As 12 melhores nadadoras classificam-se a final.

## Medalhistas
| Ouro                       | Prata                     | Bronze          |
| Evangelia Platanioti (GRC) | Jacqueline Simoneau (CAN) | Xu Huiyan (CHN) |

## Resultados
| Pos.              | Nadadora                 | Nacionalidade                 | Eliminatória | Eliminatória | Final         | Final         |
| Pos.              | Nadadora                 | Nacionalidade                 | Pontos       | Pos.         | Pontos        | Pos.          |
| ----------------- | ------------------------ | ----------------------------- | ------------ | ------------ | ------------- | ------------- |
| Medalha de ouro   | Evangelia Platanioti     | Grécia                        | 270.1901     | 1            | 272.9633      | 1             |
| Medalha de prata  | Jacqueline Simoneau      | Canadá                        | 260.7500     | 3            | 269.2767      | 2             |
| Medalha de bronze | Xu Huiyan                | China                         | 258.2067     | 4            | 262.3700      | 3             |
| 4                 | Vasilina Khandoshka      | Atletas Independentes Neutros | 253.1917     | 5            | 261.7466      | 4             |
| 5                 | Klara Bleyer             | Alemanha                      | 231.8401     | 9            | 237.1333      | 5             |
| 6                 | Vasiliki Alexandri       | Áustria                       | 264.5967     | 2            | 234.4984      | 6             |
| 7                 | Kyra Hoevertsz           | Aruba                         | 221.3450     | 11           | 227.1683      | 7             |
| 8                 | Mari Alavidze            | Geórgia                       | 233.5017     | 7            | 216.7634      | 8             |
| 9                 | Susanna Pedotti          | Itália                        | 238.2967     | 6            | 215.0833      | 9             |
| 10                | Marloes Steenbeek        | Países Baixos                 | 231.9267     | 8            | 210.9300      | 10            |
| 11                | Mónica Arango            | Colômbia                      | 230.6650     | 10           | 201.3300      | 11            |
| 12                | Karina Magrupova         | Cazaquistão                   | 219.8800     | 12           | 199.9433      | 12            |
| 13                | Jasmine Verbena          | San Marino                    | 217.9267     | 13           | Não avançaram | Não avançaram |
| 14                | Viktória Reichová        | Eslováquia                    | 216.1600     | 14           | Não avançaram | Não avançaram |
| 15                | Ece Üngör                | Turquia                       | 212.4533     | 15           | Não avançaram | Não avançaram |
| 16                | Jullia Catharino         | Brasil                        | 209.1350     | 16           | Não avançaram | Não avançaram |
| 17                | Sandra Freund            | Suécia                        | 207.4601     | 17           | Não avançaram | Não avançaram |
| 18                | Nadine Barsoum           | Egito                         | 203.3500     | 18           | Não avançaram | Não avançaram |
| 19                | Ana Culic                | Malta                         | 189.7283     | 19           | Não avançaram | Não avançaram |
| 20                | Patrawee Chayawararak    | Tailândia                     | 188.1168     | 20           | Não avançaram | Não avançaram |
| 21                | Jennifer Russanov        | Nova Zelândia                 | 187.1066     | 21           | Não avançaram | Não avançaram |
| 22                | Grecia Mendoza           | El Salvador                   | 175.0434     | 22           | Não avançaram | Não avançaram |
| 23                | Gabriela Alpajón         | Cuba                          | 173.6300     | 23           | Não avançaram | Não avançaram |
| 24                | María Alfaro             | Costa Rica                    | 167.3550     | 24           | Não avançaram | Não avançaram |
| 25                | Pinja Kekki              | Finlândia                     | 160.7867     | 25           | Não avançaram | Não avançaram |
| 26                | Jennah Hafsi             | Marrocos                      | 155.9850     | 26           | Não avançaram | Não avançaram |
| 27                | Hilda Tri Julyandra      | Indonésia                     | 152.0934     | 27           | Não avançaram | Não avançaram |
| 28                | Alexandra Mansaré-Traoré | Guiné                         | 129.1199     | 28           | Não avançaram | Não avançaram |